# Lepidosaphes leei
Lepidosaphes leei är en insektsart som beskrevs av Sadao Takagi 1970. Lepidosaphes leei ingår i släktet Lepidosaphes och familjen pansarsköldlöss.
Artens utbredningsområde är Taiwan. Inga underarter finns listade i Catalogue of Life.